# Maprounea africana
Maprounea africana är en törelväxtart som beskrevs av Johannes Müller Argoviensis. Maprounea africana ingår i släktet Maprounea och familjen törelväxter.

## Underarter
Arten delas in i följande underarter:
- M. a. africana
- M. a. gracilis